# チェルノーゼム

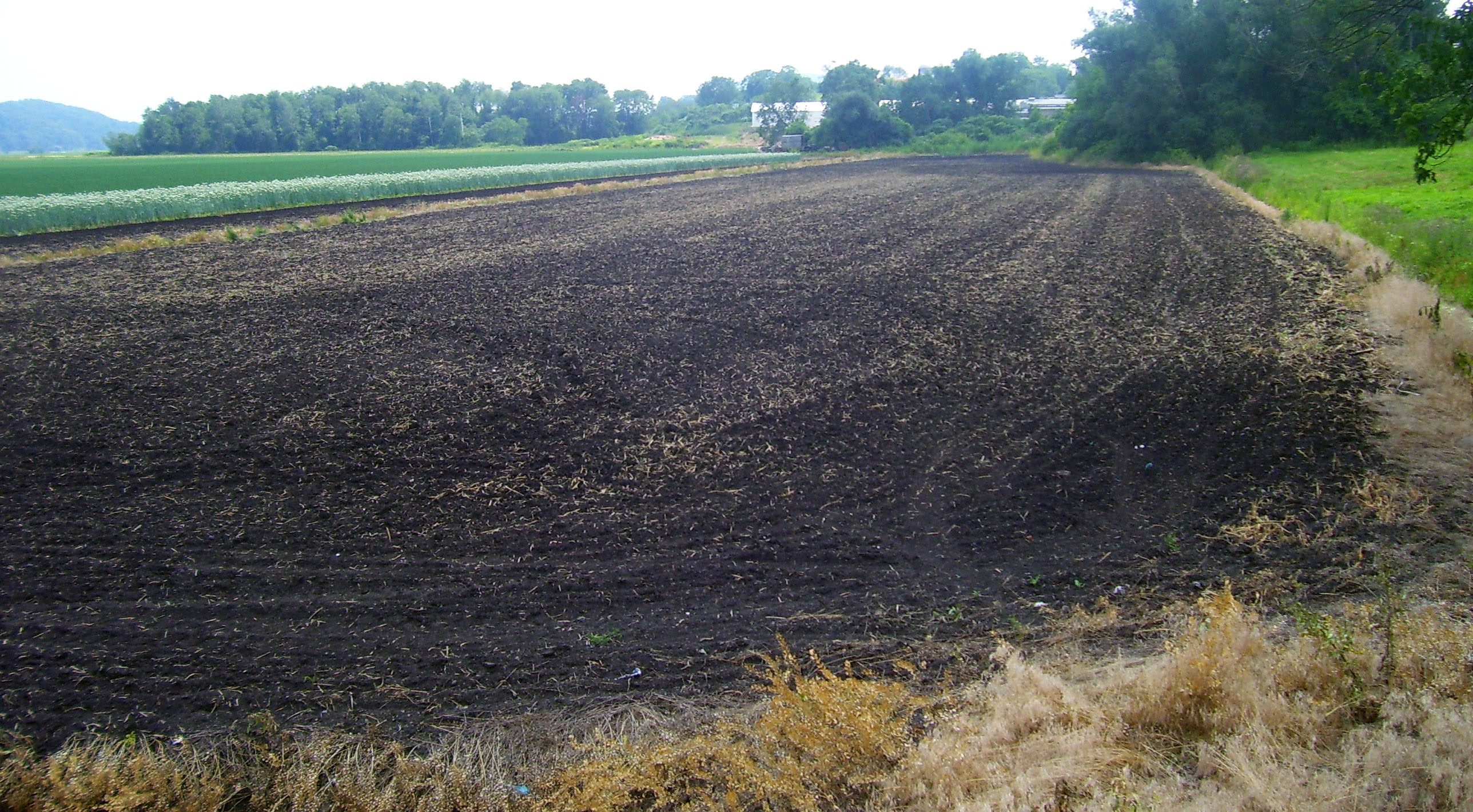
チェルノーゼムの畑（アメリカ合衆国ニューヨーク州オレンジ郡の黒土地帯）

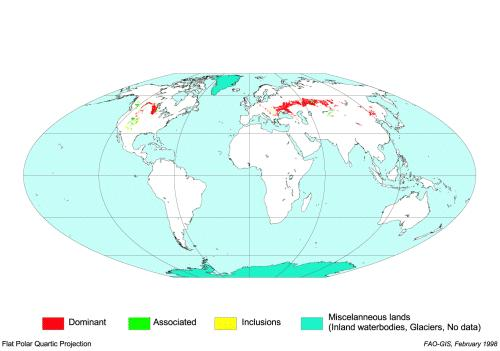
チェルノーゼムの分布

黒土（こくど、くろつち、英: Black soil、独: Schwarzerde、宇: Чорно́зем、露: чернозём）は東ヨーロッパ、北アメリカ、中国東北部など世界の各地にあり、非常に肥沃な黒色の土壌（成帯土壌）で、農業に適している。
特にウクライナからシベリア南部にかけてのポントス・カスピ海草原に分布する黒土がチェルノゼム（ロシア語: чернозём, tr. chernozem; IPA: [tɕɪrnɐˈzʲɵm]）と呼ばれ、小麦の栽培地として有名で、他の地域の黒土も地質学者によりそう呼ばれるようになった。"черно"（チェルノ）と"зём"（ゼム）は、それぞれロシア語で「黒い」を意味する語と「地、土地」などを意味する語に由来する。また、その肥沃さから、「土の皇帝」とも呼ばれる。

## 概説
チェルノゼムは、草本などの遺骸からつくられる腐植層が降水量の低い地域（ステップ気候）のために流出を免れ、ぶ厚く蓄積している。仮に降水がより少なく乾燥すると植物の生育ができず腐植層・窒素分の少ない栗色土となり、逆に降水が多ければ樹木が生育するが、流出のため表層の薄い腐植層と下層の酸化鉄を含む層の褐色森林土となり、冷涼ならば植物体の分解が進まず酸性化し灰白色のポドソル層や排水が悪ければ泥炭層になるが、いずれも生産性が低い土壌となる。そしてロシア南部では下層に石灰分を含む層がある。概ねステップ気候から湿潤大陸性気候への遷移帯に属する気候帯で、これら降水・気温・土地条件が重なり、穀物栽培の下限に近い降水量ではあるが、土地は肥沃で施肥なく農業が行われている。世界の総量の約30％がウクライナに、約9%がアメリカにあるとされる。
中華人民共和国は食料安全保障のため、黒土の調査や質の改善、無許可売買禁止などを定めた黒土保護法を2022年8月1日に施行した。